# William Ball (cầu thủ bóng đá)
William Ball (9 tháng 4 năm 1886 – 30 tháng 9 năm 1942) là một cầu thủ bóng đá người Anh thi đấu ở vị trí hậu vệ. Ông sinh ra ở Woodside, Dudley, Staffordshire và thi đấu cho Birmingham trước và sau Thế chiến thứ nhất. Ông có 165 lần ra sân ở mọi đấu trường và giúp đội bóng vô địch Second Division mùa giải 1920–21. Ông thi đấu 1 trận cho đội tuyển Anh năm 1919, một chiến thắng trước Wales và ông bị chấn thương, không thể hoàn thành được trận đấu.